# Браніштя (Димбовіца)
Браніштя (рум. Braniștea) — село у повіті Димбовіца в Румунії. Входить до складу комуни Браніштя.
Село розташоване на відстані 49 км на північний захід від Бухареста, 28 км на південь від Тирговіште, 145 км на схід від Крайови, 108 км на південь від Брашова.

## Населення
За даними перепису населення 2002 року у селі проживали 3076 осіб, з них 3073 особи (99,9%) румунів. Рідною мовою 3071 особа (99,8%) назвала румунську.